# FAdeL Justicialista
Justicialista (рус. Хустисиали́ста — «справедливость») — аргентинский восьмиосный двухсекционный тепловоз с электрической передачей. Выпускался государственной компанией FAdeL (исп. Fábrica Argentina de Locomotoras) с 1951 по 1955 годы для железной дороги Ferrocarril General Roca. Первый дизельный локомотив аргентинской разработки.

## История
В середине 1940-х, в связи с политикой импортозамещения президента Хуана Перона, провозгласившего особенный, Третий путь Аргентины, началась «аргентинизация» экономики страны. Государственными заводами были произведены такие образцы техники как трактор «Пампа», автомобиль «Хустисиалиста», мотоцикл «Пума» и пр. Железные дороги страны, ранее принадлежавшие английскому капиталу, были национализированы. Для обновления устаревшего парка техники было решено строить собственный подвижной состав.
Аргентинским инженером итальянского происхождения Педро Селестино Саккаджио (исп. Pedro Celestino Saccaggio) был разработан дизельный тепловоз. Прототип, получивший номер CM1 и личное имя «Хустисиалиста» был собран в железнодорожных мастерских в баррио Буэнос-Айреса Линьерсе. Хорошие оценки, полученные в ходе эксплуатации CM1, привели к заказу партии в 610 тепловозов. Однако главный инженер проекта Педро Саккаджио предложил пустить в серийное производство более совершенную версию — CM2 «Ла Архенти́на», разработанную им на волне успеха первого локомотива. С целью производства тепловозов, в рамках первой аргентинской пятилетки, на базе мастерских Линьерса был основан завод FAdeL (исп. Fábrica Argentina de Locomotoras — «Аргентинский завод локомотивов»). Для оснащения тепловозов двигателями в Кордове совместно с ФИАТ был построен моторосборочный завод (ныне Materfer).
В Италии было закуплено 280 двигателей FIAT, которые после закрытия завода FAdeL впоследствии были использованы для сборки локомотивов компанией GAIA.
После свержения Перона политика государства резко сменилась. В ходе начавшейся «деперонизации» завод FAdeL был закрыт. Проектная документация и модели были уничтожены.

## Эксплуатация
Первый локомотив — CM1 «Хустисиалиста», был представлен широкой публике 19 октября 1951 года в непосредственной близости от железнодорожного вокзала «Ретиро» Буэнос-Айреса. На церемонии присутствовали президент Аргентины Хуан Перон и главный инженер проекта Педро Саккаджио. Первый рейс локомотива состоялся летом 1952 года на линии «Вокзал „Конститусьон“ (Буэнос-Айрес) — Мар-дель-Плата» (экспресс «Марплате́нсе», около 400 километров) железной дороги Ferrocarril General Roca. Поездка заняла 3 часа 45 минут. Кроме того, локомотив водил пассажирские поезда в Барилоче (время в пути — 22 часа 10 минут) и Мендосу (11 часов 40 минут) со средней скоростью 145—150 км/ч.
Второй локомотив — CM2 «Ла Архентина», курсировал на линии «Буэнос-Айрес — Мар-дель-Плата».
Военный переворот 16 сентября 1955 года привёл не только к закрытию завода, но и к смене личных имён тепловозов. Таким образом, «Хустисиалиста» оказалась «Либертадом», а «Ла Архентина» — «Рока». Имя Хуана Доминго Перона и связанное с ним было предано забвению…
CM1 и CM2 эксплуатировались до начала 1960-х. В 1961 году, в рамках плана Ларкина, локомотивы были утилизированы, а их останки порезаны и проданы на лом.